# Joe Hawley (Footballspieler)
Joseph Kelly Hawley (* 22. Oktober 1988 in Bakersfield, Kalifornien) ist ein ehemaliger US-amerikanischer American-Football-Spieler auf der Position des Center. Er spielte neun Jahre bei den Atlanta Falcons und bei den Tampa Bay Buccaneers in der National Football League (NFL).

## Frühe Jahre
Hawley ging in Anaheim, Kalifornien, auf die Highschool. Danach spielte Collegefootball auf der University of Nevada, Las Vegas.

## NFL

### Atlanta Falcons
Hawley wurde im NFL-Draft 2010 in der vierten Runde an 117. Stelle von den Atlanta Falcons ausgewählt. Hier spielte er bis nach der Saison 2014. Insgesamt absolvierte er 57 Spiele für die Falcons.

### Tampa Bay Buccaneers
Zur Saison 2014 wechselte er zu den Tampa Bay Buccaneers. Nach der Saison 2017 beendete er seine NFL-Karriere.